# شركة الروبيان الوطنية
شركة الروبيان الوطنية بالليث هي أكبر مزرعة لإنتاج الروبيان الأبيض/الجمبري في منطقة الشرق الأوسط، وقد افتتحها الملك عبد الله بن عبد العزيز سنة 2003 بتكلفة 1.3 مليون ريال وتقع في مركز الغالة شمال محافظة الليث وتبعد 180 كم جنوب مدينة جدة في منطقة مكة المكرمة، وتضم 2500 موظفا ينتجون الروبيان الأبيض ليتم تسويقه داخل المملكة وخارجها في أنحاء العالم.

## عن الشركة
تعتبر «شركة الروبيان الوطنية» من أكبر مشاريع الروبيان المتكاملة في العالم ومن الشركات الرائدة في الاستزراع الصحراوي الساحلي. تغذى مزارعها السبعة عشر بمياه البحر الأحمر الصافية النقية. كما أن المراقبة الدقيقة للمنتج من المفارخ إلى الأحواض إلى المائدة، تجعل استدامة سلامة المنتج التزامًا تامًا نحو عملائها.
تكون مشروع الروبيان من 17 مزرعة، ما يعادل 547 حوضاً، كما تضم المجموع مصنع لتجهيز الروبيان والذي يعتبر من أكبر المصانع على مستوى العالم ، حيث تصل طاقته الإنتاجية إلى حوالي 560 طن يومياً، مع العلم بأن المجموعة تعمل حالياً على رفع الطاقة الإنتاجية للمصنع لتصل إلى 700 طن يومياً .
يعتبر مشروع الروبيان هو الركيزة الرئيسية للمجموعة ومن أهم مصادر الدخل، فقد بلغت الطاقة الإنتاجية خلال العام الماضي 2017 حوالي 41،500 طن من الروبيان، مع استهداف إنتاج 60،000 طن من الروبيان خلال عام 2018.
تتميز جميع مراحل الإنتاج بالشركة – من الأحواض إلى المائدة – باستدامة سلامة المنتج، ولا تضاف المضادات الحيوية في أي من هذه المراحل، كما تنتهج الشركة سياسة الإستزراع منخفض الكثافة لتجنب الاكتظاظ. كما أن برنامج الأمن الحيوي المكثف الذي يصاحب جميع مراحل الإنتاج بأخذ عينات يومية يتم فحصها بمعامل إدارة الجودة، وقد حصلت الشركة على شهادة الآيزو ISO 9001 / 14001 / 22000, وHACCP وشهادة كونسورتيوم التجزئة البريطاني (British Retail Consortium)
تتنوع أحجام منتجات الشركة حسب رغبة العملاء حول العالم وتتميز بمذاقها الممتاز وجودتها بشهادة جميع المستهلكين داخل المملكة وخارجها في المملكة المتحدة، إسبانيا، إيطاليا، اليابان، كوريا، تايوان، الولايات المتحدة، الصين وأستراليا.
بدأت الشركة عام 1982 بمركز أبحاث بسيط، ولكن المفخرة الحقيقية هي أن الإصرار والعزيمة وانتهاج سبل البحث العلمي والفني هو الذي حولها لهذا الصرح الكبير والذي سيسهم - بعون الله – في تنويع مصادر الدخل القومي السعودي ونمو صناعة الإستزراع في المملكة. كما أن الشركة ملتزمة بتطوير جميع أنشطتها لمصلحة المجتمع السعودي اقتصاديا واجتماعيا وبيئيا.
شركة الروبيان الوطنية هي عضو مؤسس لمنظمة الإستزراع العالمية.

### التصنيع
تركز شركة الروبيان الوطنية بالليث أعمالها على إنتاج الروبيان وتصديره وتقوم الشركة حاليًا بتصدير الروبيان بقيمة تصديرية تبلغ مليار ريال سعودي سنويًا مما جعل السعودية واحدة من الدول الرائدة المصدرة للربيان على مستوى العالم.